# Riofrío del Llano
Riofrío del Llano es un municipio y localidad española de la provincia de Guadalajara, en la comunidad autónoma de Castilla-La Mancha. El término municipal, que comprende las localidades de Cardeñosa, Riofrío del Llano y Santamera, tiene una población de 60 habitantes (INE 2024).

## Geografía
La capital municipal, Riofrío del Llano, se encuentra situada en la Ruta de la Lana, entre Atienza y Santiuste.

## Historia
Hacia mediados del siglo XIX, el lugar tenía contabilizada una población de 90 habitantes. La localidad aparece descrita en el decimotercer volumen del Diccionario geográfico-estadístico-histórico de España y sus posesiones de Ultramar de Pascual Madoz de la siguiente manera:

RIOFRIO: l. con ayunt. en la prov. de Guadalajara (14 leg.), part. jud. de Atienza (1), aud. terr. de Madrid (21), c. g. de Castilla la Nueva, dióc. de Sigüenza (3): sit. en llano, rodeado de peñascos y combatido principalmente de los vientos N. y SO.; las enfermedades mas comunes son catarros pulmonaies y disenterias: tiene 22 casas; la consistorial; escuela de instruccion primaria, frecuentada por 8 alumnos, dotada con 6 fan. de trigo; una fuente de buenas aguas, una igl. parr. (Sta. Catalina), matriz de la de Cardeñosa, servida por un cura y un sacristan. El térm. confina con los de Atienza, Cercadillo, Santamera y Cardeñosa; dentro de él se encuentra una ermita (Ntra. Sra. de la Torre) el terreno que participa de quebrado y llano, es pedregoso y de mediana calidad; comprende un monte encinar bien poblado: caminos: los que dirigen á los pueblos limítrofes. correo: se recibe y despacha en la cab. de part. prod.: trigo, centeno, cebada, avena, garbanzos, lentejas, judias, patatas, leñas de combustible y yerbas de pasto, con las que se mantiene ganado lanar, cabrio, vacuno y de cerda; hay caza de perdices y conejos. pobl.: 24 vec., 90 alm. cap. prod.: 1.127,500 rs. imp.: 45,100. contr.: 3,076.
(Madoz, 1849, pp. 484-485)

Hasta la reforma de la nomenclatura municipal de 1916 el municipio se llamaba simplemente Riofrío. En dicha fecha su nombre fue modificado por el de Riofrío del Llano.

## Demografía
Riofrío del Llano cuenta con una población de 60 habitantes (INE 2024).
| Gráfica de evolución demográfica de Riofrío del Llano entre 1842 y 2021 |
| |
| Población de derecho según los censos de población del INE Población de hecho según los censos de población del INEEntre el censo de 1857 y el anterior, crece el término del municipio porque incorpora a Cardeñosa y Santamera |